# Cynthia Myers
Plantilla:Falta verificar admissibnilitat

Cynthia Jeanette Myers (Toledo (Ohio), setembre de 1950 – 4 de novembre de 2011) va ser una model, actriu, i playmate del mes estatunidenc, per al número de desembre de 1968 de la revista Playboy.
Myers es va criar amb la seva mare Mary, els seus avis, i diverses ties i oncles després que el seu pare morís en un accident de cotxe quan ella tenia quatre anys. Tenia dos germans: una germana Tana i un germà Lance. Va tenir un fill, Robert Spence.
Myers va ser la primera Playmate de Playboy nascuda a la dècada dels anys 50 quan va aparèixer en la revista al desembre de 1968. Les fotografies es van prendre al juny de 1968 quan tenia 17 anys, però era política de Playboy aquesta època esperar fins que la Playmate complís 18 abans de publicar les fotos.
El seu reportatge va ser titulat "Wholly Toledo!" a causa de la ciutat natal de Myers i els seus grans pits. Les seves pàgines centrals van ser fotografiades per Pompeo Posar, i es va convertir ràpidament en una favorita de les tropes estatunidenques en Vietnam. Les pàgines centrals van aparèixer en la pel·lícula de 1987 Hamburger Hill i en la pel·lícula de 1989 The Siege of Firebase Gloria. Segons Myers, tenia 13 anys quan van començar a créixer-li els pits fins a la talla 39 DD, la que tenia quan va aparèixer en Playboy. Després del debut en la revista, Myers va fer aparicions freqüents en la sèrie de televisió de Hugh Hefner Playboy After Dark en 1969. Va fer una aparició no acreditada a They Shoot Horses, Don't They? (1969) abans d'interpretar el paper protagonista de Casey Anderson, la sensible cantant i baixista bisexual d'una banda de rock and roll, a Beyond the Valley of the Dolls (1970). Seguidament, va obtenir un paper secundari en el western, Molly and Lawless John (1972).
En 1994, una fotografia de Myers nua (al costat de les playmates Angela Dorian, Reagan Wilson i Leslie Bianchini) va ser escanejada i inserida per uns bromistes en la llista de comprovació del maniguet de l'astronauta en l'activitat extravehicular de l'Apollo 12 en la NASA.
En 2009, Myers es va convertir en portaveu per a la cervesa Schlitz.
Myers va morir per càncer de pulmó el 4 de novembre de 2011.